# Vitsø Mølle
Vitsø Mølle er en stråtækt hollandsk vindmølle fra 1838, beliggende ved Vitsø Nor, Søby, Ærø. Den fungerede som pumpemølle og var beregnet til at holde Vitsø Nor tørlagt. Møllen regulerede med en Arkimedessnegl af egetræ vandstanden i Vitsø Nor, hvorved det blev muligt at udnytte et større område til agerbrug. Møllen blev fredet i 1959.
Bygherren var Christian Nissen, som i de følgende årtier udbyggede mølleriet sammen med sine sønner, med bl.a. en ny møllerbolig og et boghvedegrynværk.
Den 13.-14. november 1872 ramte en stormflod Vitsø. Dæmningen blev gennembrudt flere steder, og hele det inddæmmede areal blev fyldt med havvand. Møller Henning Nissens stuehus og lade blev ødelagt. Møllen blev stående, men mistede stråtaget. 1937 blev et maskinhus bygget ved siden af møllen, og der installeret en 15 Hk »Søby«-motor fra den lokale  Søby Motorfabrik. Den trak en centrifugalpumpe, som hjalp til med udpumpningen i vindstille perioder.  
På Ærø har der engang ligget fem pumpemøller, men Vitsø Mølle er den eneste, der stadig er bevaret, efter den blev delvis restaureret i 2008. Den har været truet med nedrivning i forbindelse med retablering af et større vådområde, men der er stadig adgang til den. Arkimedesskruen, som møllen har drevet ved afvandingen var i 2009 henkastet i landskabet og møllen er truet af forfald. Der findes en skitse til restaurering, da den er eneste bevarede mølle af sin type i Danmark.